# Askanija-Nowa (Naturschutzgebiet)
Askanija-Nowa (deutsch Neu-Askanien) ist ein Naturschutzgebiet in der südukrainischen Oblast Cherson. Das in der Steppenzone gelegene Naturschutzgebiet umfasst insgesamt eine Fläche von 33.308 ha (333,08 km²). Es ist eines der wenigen Gebiete in Europa, in dem eine relativ natürliche Steppenvegetation anzutreffen ist. Im Zentrum des Naturschutzgebiets liegt die Siedlung städtischen Typs Askanija-Nowa, die dem Territorium seinen Namen gab. Der Ort verfügt über einen akklimatisierten Zoo und einen Botanischen Garten. Auf dem Territorium sind mehr als 50 seltene Tierarten beheimatet bzw. angesiedelt worden (u. a. Przewalski-Pferde und Saigas). In Askanija-Nowa befindet sich das ukrainische Forschungsinstitut für Steppenrinderzucht.
Die Große Tschaplynka-Depression ist ein Feuchtgebiet innerhalb des Naturschutzgebietes, welches nach der Ramsar-Konvention geschützt ist. Die natürliche flache Vertiefung ist von Wasser aus geschmolzenem Schnee und Regen gefüllt, das dank zusätzlichen Wassers aus artesischen Brunnen im zentralen Teil der Depression nie versiegt. Hunderttausende Vögel nutzen die Depression im Herbst und Frühjahr als Durchzugsgebiet.
Vor dem russischen Überfall auf die Ukraine im Februar 2022 kamen jährlich etwa 200.000 Besucher nach Askanija-Nowa.

## Geographische Lage
| Askanija-Nowa |

| Cherson |

Das Biosphärenreservat liegt im Rajon Tschaplynka im Süden der Oblast Cherson 145 km östlich der Oblasthauptstadt Cherson, 31 km östlich vom Rajonzentrum Tschaplynka und 55 km nördlich vom Sywasch.
Die nächsten Eisenbahnstationen befinden sich im 72 km entfernten Kalantschak und im 76 km entfernten Nowooleksijiwka.

## Geschichte
Das Gut Askanija-Nowa wurde 1828 durch Herzog Ferdinand von Anhalt-Köthen (russisch: Anhalt-Ketenski) als Kolonie des Herzogtums Anhalt-Köthen gegründet. Im Herbst 1826 bekundete er in einem Brief an den russischen Geschäftsträger in Leipzig Interesse, in Russland eine Kolonie für Schafzucht einzurichten; für die Erweiterung der eigenen Zucht bei Nienburg (Saale) fehlte es in Anhalt an Weidefläche. Da der russische Staat sich damals um die Einfuhr veredelter Schafsrassen aus Deutschland bemühte, genehmigte er im Herbst 1827 einer Delegation, in der Südukraine nach geeignetem Terrain zu suchen. Die Wahl fiel auf Steppe 71, ein Gebiet von 50.000 Desjatinen (ca. 550 km²), wobei die Köthener wegen der kargen Bodenpunkte 48.000 Desjatinen geschenkt bekamen. Weiterhin erhielten sie noch ca. 6.000 Desjatinen am Schwarzen Meer. Die Übertragung des Landes erfolgte am 3. März durch einen Ukas des Zaren. Der Name Askanija-Nowa bezieht sich auf das anhaltische Herzogsgeschlecht der Askanier.
Am 11. August 1828 verließen 25 Personen mit 2.286 Schafen, zwei Stieren, sechs Kühen und acht Pferden ihre anhaltische Heimat. Auf der Reise nach Askanija-Nowa gingen lediglich 35 Schafe verlustig. Die Schafställe wurden nach Bandhauers klassizistischem Nienburger Modell erstellt. Bis 1829 wurde der neue Betrieb auf 5.300 erweitert, 1830 zählte man bereits über 8.000 Schafe.
1835 wurde die nahe Siedlung Tschapli, die 1822 erstmals urkundlich erwähnt worden war, übereinstimmend zum Namen des Guts in Askania Nova umbenannt. In den ersten zehn Jahren war die Kolonie steuerfrei, dennoch musste sie aufgrund von Misswirtschaft wiederholt durch das Herzogtum finanziell unterstützt werden. Nach dem Tod Herzog Heinrichs, des letzten Regenten von Anhalt-Köthen, ging Askanija-Nowa in den Besitz des Herzogs von Anhalt-Dessau über. Dieser verkaufte das unrentable Unternehmen mit 30.000 Schafen am 6. Oktober 1856 für etwa 1,5 Mio. Goldmark an den deutsch-russischen adligen Gutsbesitzer Friedrich Fein. Insgesamt betrugen die Verluste etwa eine Mio. Goldmark.

Der Besitz ging an Elizabeth, die einzige Tochter Friedrich Feins, und ihren Ehemann Johann Gottlieb Pfalz über. Der Zar gestattete der Familie, den Doppelnamen Pfalz-Fein zu führen, der in Falz-Fein geändert wurde. Die Familie errichtete 1874 einen Zoo und 1887 einen Botanischen Garten. Ende der 1890er Jahre wurden die Erzeugnisse der Falz-Feinschen Güter auf den Landwirtschaftsausstellungen in Russland stets stark beachtet. Man bezeichnete sie als die Könige der Schafzüchter Russlands. Der Zar lobte auch die gute Qualität der Pferde, die in großer Zahl für das russische Militär gezüchtet wurden.

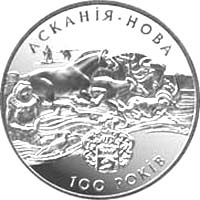
10-Hrywnja Silber-Gedenkmünze von 1998
„100-Jahre Przewalski-Pferde in Askania-Nowa“

Der Urenkel von Friedrich Fein, Friedrich von Falz-Fein, erwarb 1896 eine Herde wilder Elenantilopen, um sie zu domestizieren. Diese Herde existiert heute noch und wird von berittenen Hirten betreut. Die Elenantilopen-Kühe geben eine sehr fettreiche Milch.
Ende des 19. Jahrhunderts ließ Friedrich von Falz-Fein mehrere Fangexpeditionen nach wilden Przewalski-Pferden im Bereich der Wüste Gobi durchführen. 1899 kamen die ersten fünf Fohlen nach Askanija-Nowa. 1901 wurden 52 weitere gefangen, von welchen allerdings nur 28 die Fang- und Reisestrapazen überlebten. Sie wurden an den deutschen Tierhändler Carl Hagenbeck in Hamburg verkauft.
Am 23. April 1914 besuchte der russische Zar Nikolaus II. Askanija-Nowa. Damals verfügte das Gut über etwa eine halbe Million Schafe sowie 58 verschiedene Arten Säugetiere, darunter viele exotische Tiere wie Antilopen, Bisons, Zebras, aber auch Strauße, und darüber hinaus beherbergte das Gut 402 Vogelarten. Während der Oktoberrevolution wurde der Hof stark verwüstet; die Familie Falz-Fein musste vor den Bolschewiken nach Deutschland fliehen. Lediglich die alte Mutter von Friedrich von Falz-Fein, Sophie von Falz-Fein (1835–1919), verblieb auf dem Gut und wurde auf ihrem Schloss Preobraschenka von Rotgardisten erschossen. Das seinerzeitige Oberhaupt der Familie, Baron Eduard Alexandrowitsch von Falz-Fein (1912–2018), lebte in der Villa „Askania Nova“ im Fürstentum Liechtenstein. Er und sein Verwandter Boris Sadovsky setzten sich für die Erforschung der Geschichte der Deutschen in Askanija-Nowa und der Südukraine ein.
1921 wurde Askanija-Nowa zum Naturschutzgebiet erklärt, womit es das älteste in der heutigen Ukraine ist. 1940 wurde auf dem Territorium des ehemaligen Landguts der Freilandpark wieder eingerichtet.
Im Zweiten Weltkrieg war Askanija-Nowa zeitweise von den Deutschen besetzt und 1941 zeitweiliger Befehlsstand der 11. deutschen Armee unter Generalfeldmarschall Erich von Manstein während der Kämpfe zur Eroberung der Zugänge zur Halbinsel Krim.
Nach der deutschen Besetzung der Südukraine inspizierte Lutz Heck, Direktor des Berliner Zoologischen Gartens, Askania-Nova im Jahre 1943, um es als Reichsnaturschutzgebiet zu sichern. Vor Ort wurde er von Alfred Rosenberg und dessen Reichsministerium für die besetzten Ostgebiete mit der Oberleitung des Reservats betraut, das von nun an der Obersten Naturschutzbehörde des Dritten Reichs unterstellt war. 70 Prozent des Tierbestandes Askania-Novas, darunter die seltenen Przewalski-Pferde, wurden durch ihren Abtransport nach Deutschland zwecks Verteilung auf dortige Zoos letztendlich vernichtet.
Durch den Zweiten Weltkrieg gingen viele Tiere sowie alle wissenschaftlichen Unterlagen verloren.
Seit 1956 ist das Naturschutzgebiet um die Siedlung Askanija-Nowa der Ukrainischen Akademie der Wissenschaften unterstellt und trägt den Namen Ukrainisches Wissenschaftliches Iwanow-Institut, ein Forschungsinstitut für Steppentiere. Das Naturschutzgebiet ist seit 1984 in das Internationale System der Naturschutzgebiete der UNESCO eingetragen.
Mit dem Beginn des russischen Überfalls auf die Ukraine im Februar 2022 kam das Gebiet umgehend unter russische Kontrolle. Diese ließ das Naturschutzgebiet zunächst weitgehend unangetastet, so dass alle 269 Mitarbeiter des Biosphärenreservats beschlossen, ihre Arbeit fortzusetzen, um das Überleben der Tiere zu garantieren, die sie füttern, und um den Weiterbetrieb des artesischen Brunnens zu ermöglichen. Im März 2022 wurde das Institut für Tierhaltung in Steppengebieten dann aber beschlagnahmt, der Leiter ausgetauscht und die russische Fahne gehisst. Zudem wurde durch den neuen Leiter umgehend eine Neugründung mit dem Namen Biosphärenreservat Askania-Nova im Staatsregister der offiziellen Liste russischer Unternehmen angemeldet. Der Betrieb konnte durch Spendensammlungen von ukrainischen Tierschutzorganisationen sowie die Überweisung von Geldern durch die Nationale Akademie der Wissenschaften der Ukraine in das besetzte Gebiet ermöglicht werden. Es kam wiederholt zu Razzien im Gebiet, da man vermutete, dass sich hier Widerstandskämpfer verstecken könnten. Ein Teil der Mitarbeiter wurde entlassen, da sie nicht mit den Besatzern zusammenarbeiten wollten. Nach der Befreiung der Oblast-Hauptstadt Cherson im November 2022 (siehe Cherson unter russischer Besatzung) geriet das Naturschutzgebiet näher an die Frontlinie, so dass es stärker belastet wurde. Es kam zu Bränden, Überfällen, zur Stationierung von militärischem Gerät sowie zum Bau von Befestigungsanlagen, was die Verpflegung der Tiere erschwerte. Zudem wurde Militär in der Siedlung stationiert.